# 산잔 시대

산잔 시대 (三山時代):
호쿠잔 (北山)
츄잔 (中山)
난잔 (南山)

산잔 시대(오키나와어: 三山時代)는 1322년부터 1429년까지의 고대 류큐 열도의 시대 분류이다. 14세기에 들어서면서, 각지에 구스쿠를 거느린 안지(按司)가 통솔하는 지역들이 나타났다. 14세기 초에 남부의 난잔(南山), 중부의 츄잔(中山), 북부의 호쿠잔(北山)으로 3개의 나라가 되었으며, 이 세 나라가 100여 년 동안 공존하였다. 15세기 초 츄잔의 쇼씨(尚氏)가 세력을 늘려, 1416년에 호쿠잔을 멸망시켰고 1429년에는 난잔을 멸망시킴으로써 류큐 열도를 통일하였다.

## 호쿠잔 (北山)
- 하니지 왕조(怕尼芝王朝, 1322년? ~ 1416년
  - 삿토 (察度, ?~?)
  - 부네이 (武寧, ?~?)

## 츄잔 (中山)
- 에이소 왕조(英祖王朝, 1259년? ~ 1349년)
- 삿토 왕조(察度王朝, 1350년 ~ 1405년)
- 다이치쇼시 왕조(第一尚氏王朝, 1406년 ~ 1469년)

## 난잔 (南山)
- 오사토 왕조(大里王朝, 1337년? ~ 1429년)

## 같이 보기
- 류큐 열도의 역사
- 류큐 열도의 국왕 목록